# Radio Waddenzee

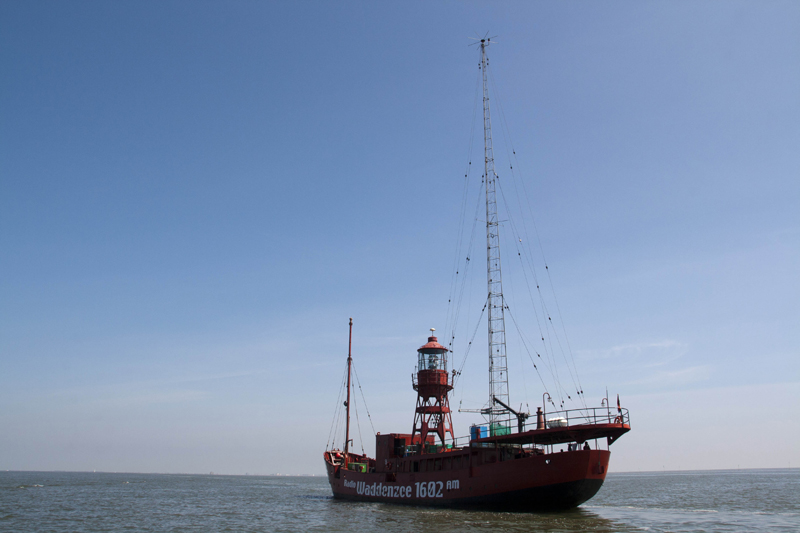
Jenni Baynton

Radio Waddenzee war ein im friesischen Harlingen gegründeter Internet- und Mittelwellen-Rundfunksender.
Die Station sendete ab dem 20. Mai 2005 auf der Frequenz 1602 kHz. Deren Sendetechnik befindet sich seit 2007 auf dem nördlich von Harlingen angelegten früheren Leuchtschiff Jenni Baynton. Das Programm war auf Touristen ausgerichtet, die das Wattenmeer besuchen.
Zum 1. Juni 2015 hat Radio Waddenzee sein Programm eingestellt. Die bis dahin auf 1602 kHz genutzte tägliche Sendezeit von 7:00 bis 19:00 übernahm KBC Radio / The Mighty KBC. Die zwischen 19:00 und 7:00 Uhr laufende Übertragung von Radio Seagull blieb hiervon unberührt.